# ست-پریبسن
ست پریبسن، که با نام کوتاه پریبسن نیز شناخته می‌شود، نام سرخی یکی از پادشاهان دوره آغازین دودمانی مصر در دودمان دوم است. برخلاف بعضی از فرمانروایان این دوره، اطلاعات بسیار مفصلی دربار پریبسن در دست است، با این حال طول دوران فرمانروایی او نامعلوم است.
نام پادشاهی پریبسن برای مصرشناسان و باستان‌شناسان منبع علاقه بسیار است چرا که برخلاف دیگر فرعون‌ها و پاشاهان دودمان‌های نخستین، این نام دربرگیرنده نام خدای آسمان، حوروس نیست بلکه نام خدای ست را - که از اعتبار و شهرت مثبتی برخوردار نیست - در خود دارد. اینکه چرا شاه این نام را برای همراهی نام اصلی خود برگزیده و نه هوروس را، باعث کنجکاوی و بحث بسیار شده. گور دستبرد زده شدۀ او و حذف عمدی نامش از میان فهرست‌های پادشاهی پس از خود از جمله فهرست تورین و ابیدوس امکان یافتن پاسخی دقیق به این پرسش را با مشکل روبرو کرده‌است.
خوشبختانه به دلیل مهرهای گلین و سنگ‌نبشته‌های به جا مانده از دوران او می‌توان اطلاعات کم و بیشی را درباره هنگامۀ فرمانروایی پریبسن و سیاست‌های در هم گره خورده منطقه‌ای در آن زمان به دست آورد. به نظر می‌رسد که در آن هنگام مصر دوباره به دو بخش علیا و سفلی تقسیم شده بوده و پریبسن پادشاهی نیمی از کشور را بر عهده داشته. اینکه چرا چنین دودستگی و جدایی به وجود آمده بوده هنوز معلوم نیست.